# Parapoynx villidalis
Parapoynx villidalis is een vlinder uit de familie van de grasmotten (Crambidae), uit de onderfamilie van de Acentropinae. De wetenschappelijke naam van deze soort is voor het eerst gepubliceerd in 1859 door Francis Walker.
De spanwijdte is ongeveer 2 centimeter.
De soort komt voor in India, Sri Lanka, China, Thailand, Maleisië (Sarawak), Cambodja, Taiwan, Indonesië (Java), Australië (Queensland en New South Wales) en Fiji.